# Armagh
Armagh é uma cidade na Irlanda do Norte, sede do Condado de Armagh. Em irlandês é conhecida como 'Ard Mhacha', ou 'Macha's Height'. Armagh é a cidade menos populosa da Irlanda do Norte, e a segunda menos populosa da ilha da Irlanda, sendo superada apenas por Kilkenny. Possui uma população de 14 590 pessoas segundo o censo britânico de 2001.